# Dolno-Łużycki Instytut Administracji Komunalnej
Dolno-Łużycki Instytut Administracji Komunalnej (niem. Niederlausitzer Studieninstitut für kommunale Verwaltung, w skrócie NLSI) to podmiot świadczący usługi edukacyjne na szczeblu komunalnym, który powstał w formie związku celowego (jednostka prawa publicznego zgodnie z art. 10 ust. 2 o komunalnej pracy społecznej w kraju związkowym Brandenburgia) w 1991 r. na południowym wschodzie Brandenburgii. NLSI jest obecnie najstarszym tego typu instytutem na szczeblu komunalnym w Brandenburgii, co wynika z włączenia dwóch z trzech istniejących w Brandenburgii instytutów w 2002 r. do nowego związku celowego.

## Historia
Po zjednoczeniu Niemiec, we wszystkich krajach związkowych najpierw musiały zostać dostosowane struktury administracyjne na szczeblu samorządu terytorialnego. W związku z tym ważnym zadaniem było także zagwarantowanie wykształcenia oraz szkoleń dla pracowników administracji. W południowo-wschodniej Brandenburgii, z inicjatywy tamtejszego wicestarosty powiatu Lübben- Waltera Kuckertza 27 sierpnia 1991 został utworzony Dolno-Łużycki Instytut Administracji Komunalnej (NLSI). Jego założycielami były dawne powiaty: Bad Liebenwerda, Calau, Cottbus, Finsterwalde, Forst, Guben, Herzberg, Lübben, Luckau, Senftenberg oraz miasto Cottbus. Pierwszy kurs w NLSI odbył się już 21 października 1991 r. Niedługo po nim, 4 listopada ruszyły kolejne kursy. Na początku lat 90. specjalnością wykształcenia oraz szkoleń było nauczanie osób pochodzących spoza dziedziny administracji za pomocą szkoleń dostosowujących ich do pracy w administracji komunalnej. Ponad 1000 osób nie mających nic wspólnego z administracją zostało między 1992 a 1996 r. w tym zakresie dokształconych. Dzisiaj NLSI kładzie nacisk na pierwsze wykształcenie pracowników administracji oraz kupców do pracy biurowej. Rocznie ok. 70 do 80 absolwentów kończy wykształcenie pracownika administracyjnego. Oprócz tego w portfolio NLSI jest także wiele kierunków specjalistycznych. Do najbardziej znanych absolwentów instytutu należy nadburmistrz miasta Cottbus, Holger Kelch. We wrześniu 2016 r. NSLI świętowało w Doberlug-Kirchhain (powiat Elbe-Elster) jubileusz 25-lecia.

## Podmioty, obszar działania, organy
Podmiotami tych instytucji są obecnie miasta na prawach powiatu: Cottbus i Frankfurt (Oder), powiaty: Odra-Szprewa, Dahme-Spreewald, Sprewa-Nysa, Oberspreewald-Lausitz oraz Elbe-Elster. Tereny tych jednostek administracyjnych tworzą w całości obszar działania NLSI, który wynosi ok. 10 000 km² i stanowi tym samym jedną trzecią kraju związkowego Brandenburgia. Organami instytutu jest zebranie związków, któremu przewodniczy Stephan Loge (starosta powiatu Dahme-Spreewald) oraz przewodniczący związku celowego – Rolf Lindemann (starosta powiatu Odra-Szprewa).

## Zadania
Zadaniami związku celowego NLSI według art. 3 przepisów związku są:
– Zadania powierzone powiatom oraz miastom na prawach powiatu według przepisów prawnych krajów związkowych,
– teoretyczne wykształcenie kandydatów umożliwiające karierę średniego pracownika administracyjnego,
– wykształcenie w trybie zaocznym w uznanych przez państwo zawodach służby publicznej według ustawy o szkolnictwie zawodowym,
– szkolenie pracowników za pomocą kursów i wykładów, seminariów oraz innych wydarzeń, jak i doradztwo szkoleniowo-prawne oraz wspieranie członków stowarzyszenia.

## Siedziba
Siedziba znajduje się w mieście na prawach powiatu Beeskow, na południowy wschód od historycznego centrum tzw. Spreeinsel. Od marca 2010 r. instytut ma także własny ośrodek szkoleniowy w Lübben, w którym obecnie odbywa się większość zajęć lekcyjnych oraz seminariów.

## Strony internetowe
- oficjalna strona internetowa
- Sprawozdanie kraju związkowego Brandenburgia. service.brandenburg.de. [zarchiwizowane z tego adresu (2017-06-09)].